# 许道宁
许道宁，长安（今陕西西安）人，一说河北河间人，北宋画家。生卒年不详，活跃于北宋中期。擅画山水，师法李成而能自成一家之体。
早年在汴京（今河南开封）以卖药为生，以画吸引顾客，随药送画，逐渐得名，公卿士大夫争相延请。许氏长于画林木、平远、野水三种景色，晚年笔法简快，所画峰峦树木，峭拔劲硬。

宋代邓国公张士逊作诗赠许氏：
|  | 李成谢世范宽死，唯有长安许道宁。 |

被认为是继李成、范宽之后山水画第一人。米芾和黄庭坚等大家都对其画作极为赞赏。许道宁性格豪放，嗜酒如命，人号“醉许”，黄庭坚更是曾在《答王道济寺丞观许道宁山水图》诗中描绘了许道宁醉中作画的神情举止：
|  | 往逢醉许在长安，蛮溪大砚磨松烟。忽呼绢素翻砚水，久不下笔或经年。异时踏门闯白首，巾冠欹斜更索酒。举杯意气欲翻盆，倒卧虚樽即八九。醉拾枯笔墨淋浪，势若山崩不停手。数尺江山万里遥。满堂风物冷萧萧。 |

足见其画技之高超。

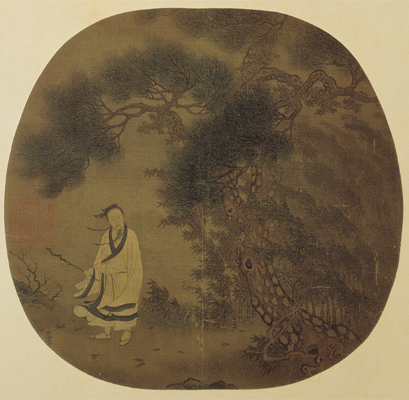
《松下曳杖图》，現存於臺北國立故宮博物院

传世作品《秋江渔艇图》卷（又名《渔舟唱晚图》或《渔父图》）为许道宁代表作之一，绢本，淡设色，画群山远峰之下开阔江面上的数只渔艇。山法为一笔焦墨和浓墨直扫而下的长皴，绘出屏风一样陡峭的壁崖，表现峰峦的峭拔之势；其山势和曲折迂回的江水增加了构图上的变化；画树用大笔、粗笔，树干不皴，枝似雀爪，只用墨点点树叶，笔法豪壮而有气势；远处树木则用浓墨作长条状，少画枝叶，长短不一，这些画法不同于李成和范宽，体现出风格狂逸的许氏特色。

## 传世作品
- 《秋江渔艇图》藏于美国纳尔逊艺术博物馆
- 《关山密雪图》藏于臺北國立故宮博物院
- 《秋山萧寺图》藏于日本京都友邻馆